# Second Lady
「Second Lady」（セカンドレディ）は、大島麻衣の楽曲。亜美が作詞、KOSHが作曲を手掛けた。大島の3枚目のシングルとして2011年7月27日にavex traxから発売された。2021年2月現在、大島の最後のシングルとなっている。

## 概要
前作の「愛ってナンダホー」から約1年後のシングル発売である。自分が浮気相手（セカンドレディ）だったことに気付いた女性の揺れる複雑な心情を歌っている。発売日である7月27日に江ノ島でリリースイベントを開催した。7月13日よりレコチョクにて着うたが配信され、大島のベットルームでの写真が特典画像としてダウンロードできた。

## 収録曲
1. Second Lady
作詞：亜美　作曲：KOSH
2. Miracle Love
作詞：tamaki　作曲：ヒロイズム e love
3. Second Lady（Instrumental）
4. Miracle Love（Instrumental）